# Rue Pérelle
La rue Pérelle est une voie de Nantes, en France.

## Situation et accès
Située dans le centre-ville de Nantes, la rue Pérelle, qui relie la rue Fouré à la rue des Olivettes, est bitumée et ouverte à la circulation automobile. Elle rencontre sur son extrémité nord-est la rue Columelle.

## Origine du nom
Son nom rendrait hommage au dessinateur et graveur Gabriel Pérelle (1604-1677).

## Historique
Sur un acte du 26 prairial an IV (14 juin 1796), les propriétaires des terrains situés sur la « prairie de la Madeleine », se croyant dégagés de toute servitude pour l'entretien des chemins, adressent une requête au « Bureau de Ville » pour faire constater leurs droits.
En 1834, alors que la rue vient d'être prolongée, les habitants demandent à ce qu'on utilise à leur profit les déblais provenant des travaux du Sanitat, afin de mettre la voie à l'abri des inondations.
La rue prend le nom de « rue Pérelle » en 1836, et est définitivement achevée en 1865.